# Joshua Benoliel
Pour les articles homonymes, voir Benoliel.
Joshua Benoliel, né à Lisbonne le 13 janvier 1873 et mort dans la même ville le 3 février 1932, est un photographe et un photo-journaliste portugais d'origine britannique, considéré comme l'un des premiers et meilleurs photographes de presse du Portugal du début du XXe siècle.

## Biographie
Joshua Benoliel est le fils de Judah Benoliel, un commerçant juif de Gibraltar, de nationalité britannique, qui s'installe à Lisbonne au début des années 1860 ; il y épouse en 1865 Esther Levy ; leur fils Joshua y naît le 13 janvier 1873.
Joshua Benoliel commence à travailler à l'âge de 19 ans en 1892 comme agent des douanes, tout en pratiquant la photographie en amateur ; le 1er juin 1898 le magazine sportif Tiro e Sport publie ses premières photographies ; en octobre 1898, il participe à une exposition de photographies amateurs à Cascais, une ville limitrophe de Lisbonne, exposition parrinée par le roi de Portugal Carlos I.
Il devient photographe professionnel en 1902 ; il travaille pour le quotidien O Século et son supplément illustré Ilustração Portuguesa, dont il est de 1924 à sa mort en 1932 le directeur éditorial pour la photographie ; il est le correspondant portugais du journal espagnol ABC et du magazine français L'Illustration.
Benoliel couvre les principaux événements de l'histoire portugaise au cours des premières décennies du XXe siècle, en réalisant des reportages photographiques sur tous les sujets : fêtes mondaines, voyages de la famille royale, événements politiques : la Révolution de 1910 et la mise en place de la Première République portugaise, ainsi que des scènes de rue. Lors de la Première Guerre mondiale (1914-1918), il photographie à Lisbonne les préparatifs des troupes portugaises partant au combat.

## Publications
Joshua Benoliel publie en 1918 à Lisbonne Arquivo gráfico da vida portuguesa, illustré de ses photographies de la vie quotidienne des Lisboètes, prises de 1903 à 1918 ; l'ouvrage est republié un an après sa mort, en 1933 : Arquivo gráfico da vida portuguesa : 1903 - 1918. História da vida nacional em todos os seus aspectos, de 1903 a 1918, Lisbonne, Bertrand, 1933, 6 fascicules, avec une préface de Rocha Martins (pt).

## Collections
- Archives municipales de Lisbonne [Arquivo Municipal de Lisboa][1],[3].

## Expositions
- 18 mai - 21 août 2005 : Joshua Benoliel, 1873-1932. Repórter Fotográfico, Cordoaria Nacional, Lisbonne[4].
- 10 janvier - 24 mars 2018 : Joshua Benoliel 1873-1932 repórter parlamentar, Museu da Assembleia da República, Palais de São Bento, Lisbonne[5],[6].

## Hommages
- Benoliel est nommé le 13 décembre 1929 officier de l'ordre militaire de Sant'Iago da Espada.

Son nom est donné à une rue de Lisbonne, Rua Joshua Benoliel.

## Galerie

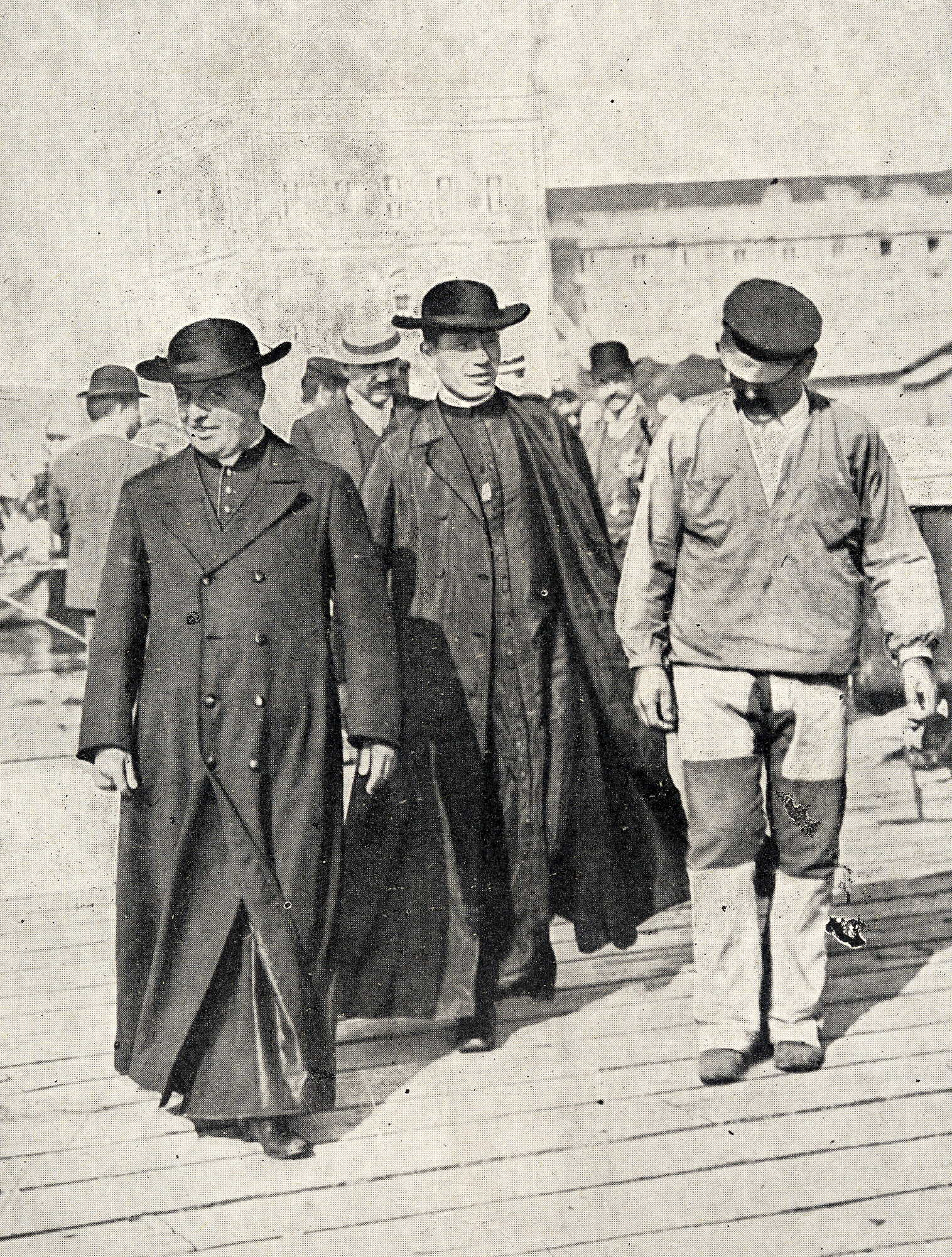
L'archevêque de Bélem José Marcondes Homem de Melo et son secrétaire à leur arrivée à Lisbonne, 1906.
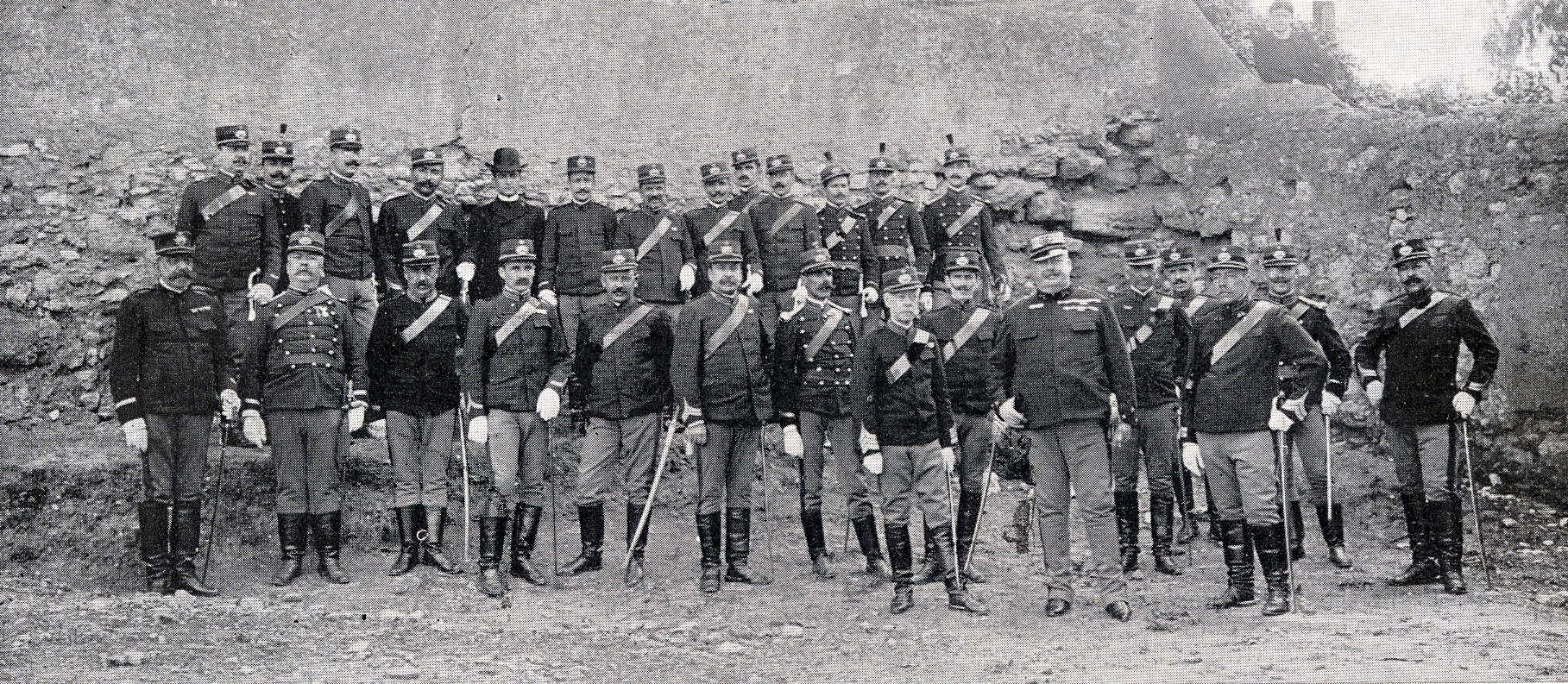
Le roi de Portugal Carlos I avec un régiment d'infanterie, 15 mai 1907.
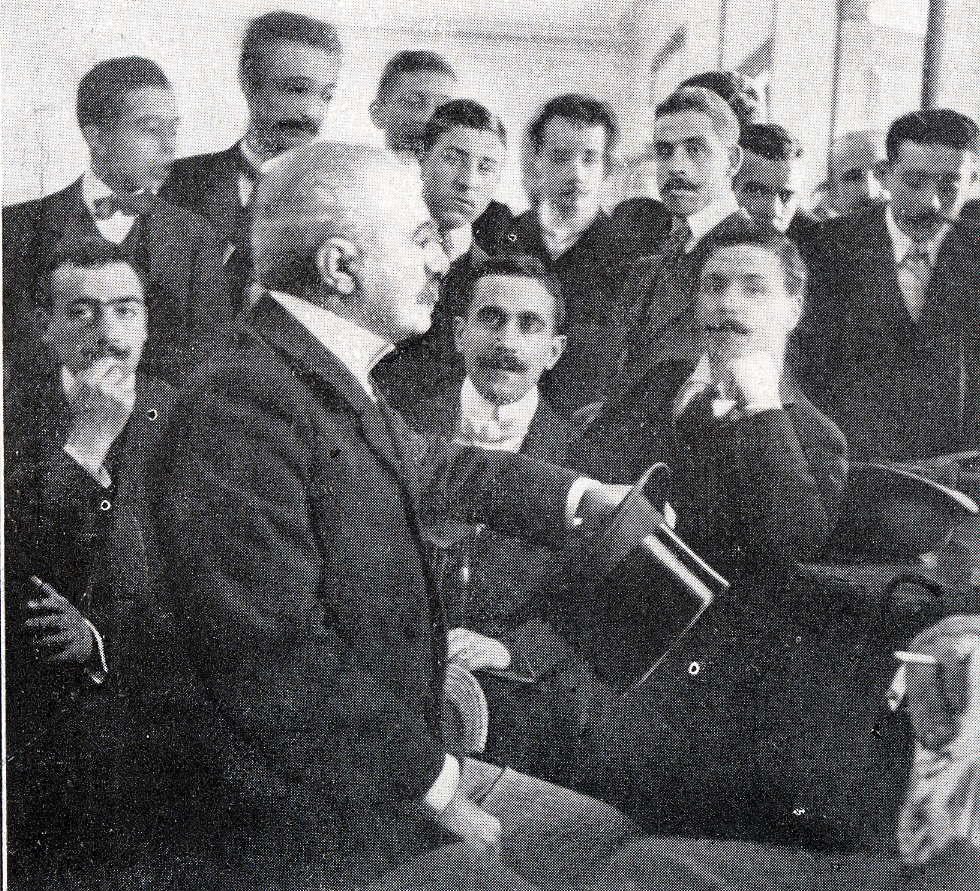
Miguel Bombarda, photographie publiée dans la Revista Ilustração Portuguesa, 1907.
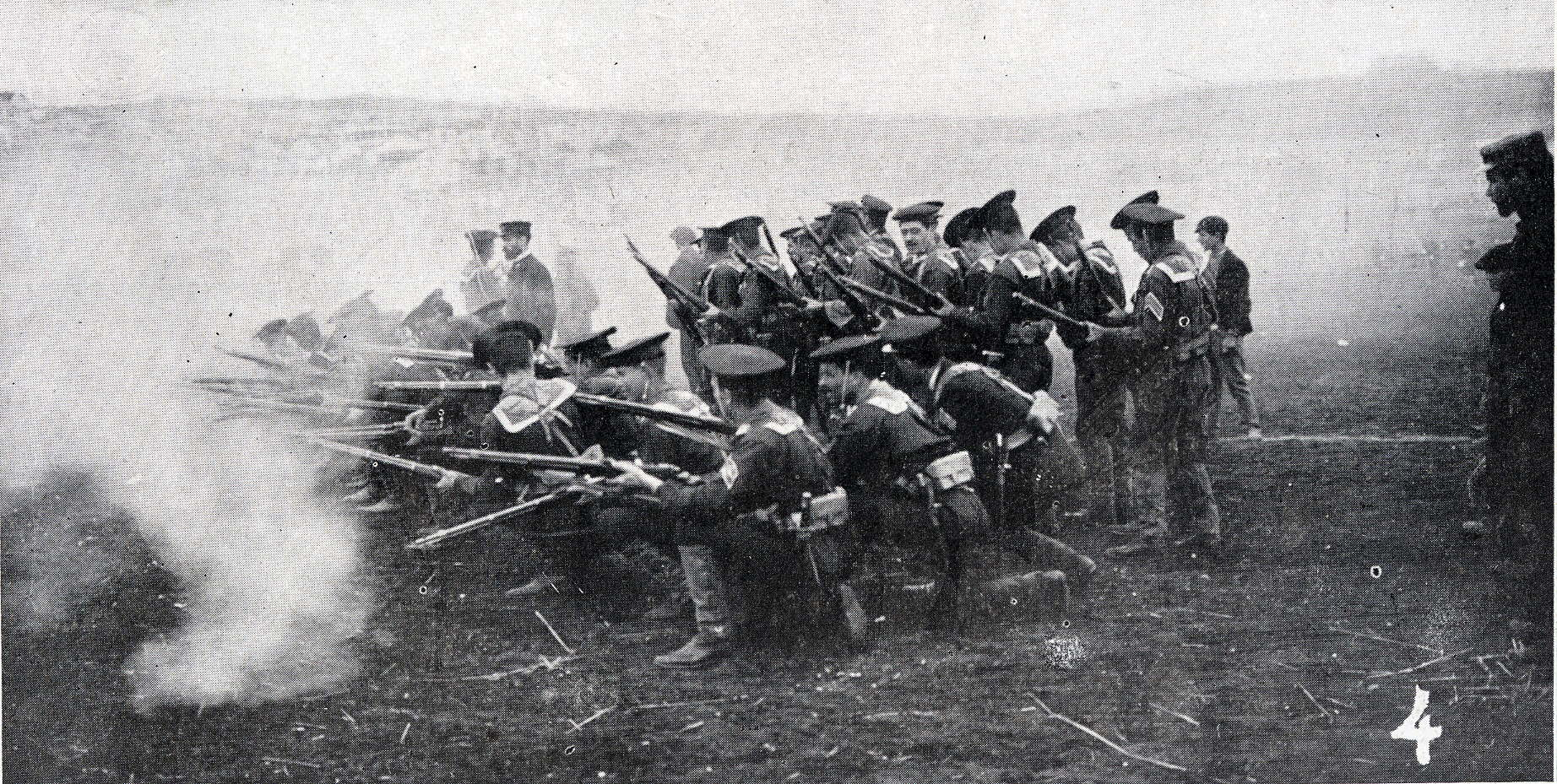
Fusiliers marins à l'exercice, photographie publiée dans la revue Portuguesa, 27 mai 1907.
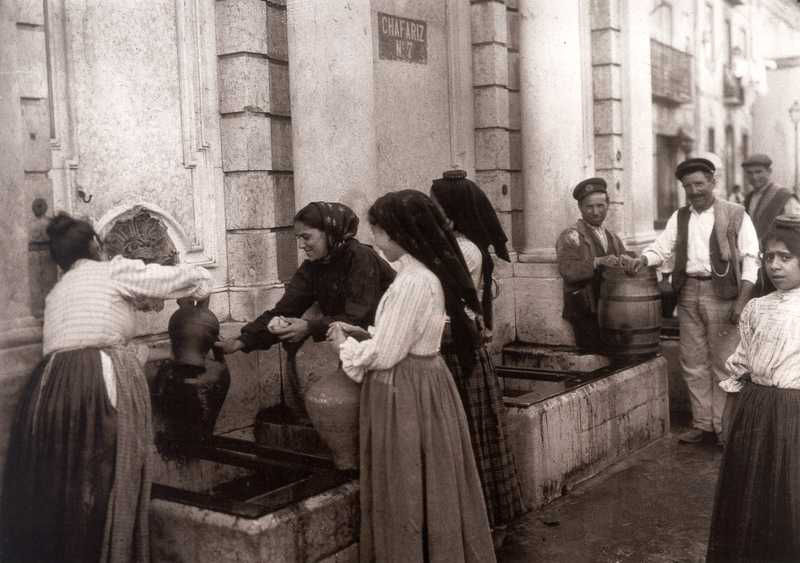
Ravitaillement en eau à Lisbonne, 1907.
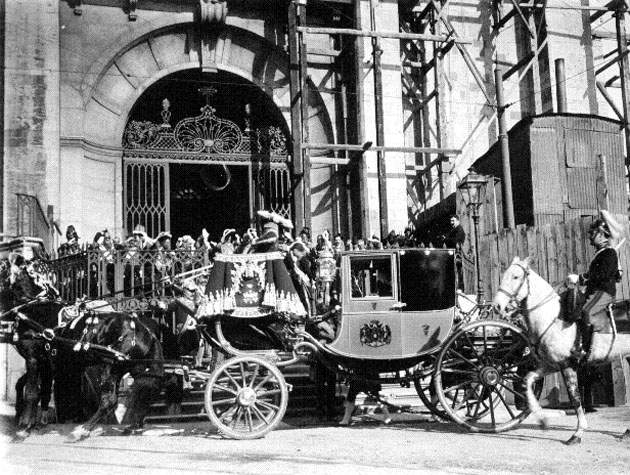
Le roi de Portugal Manuel II arrivant à l'ouverture des Cortes à Lisbonne, 29 avril 1908.
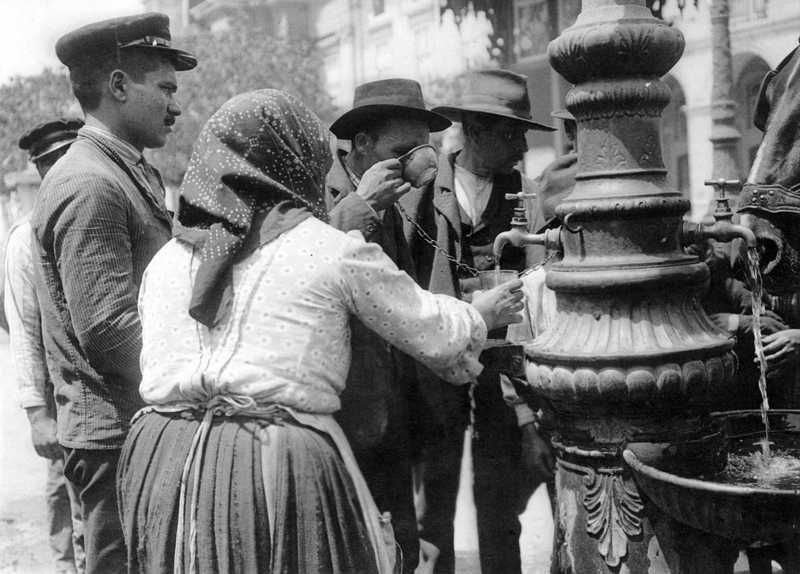
Un point d'eau à Lisbonne, 1910.
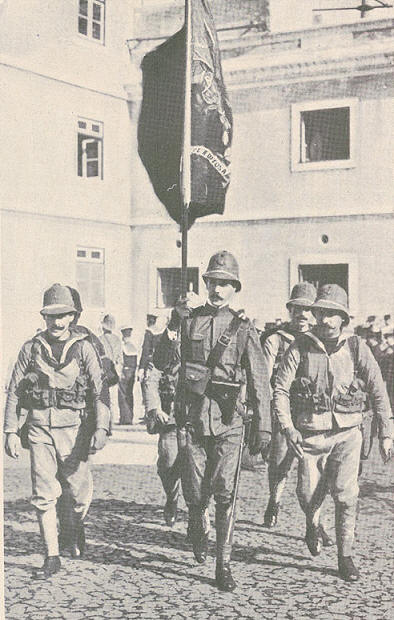
Infanterie de marine portugaise, photographie colorisée, 1915.